# ۱۲۱۳ (خورشیدی)
۱۲۱۳ هزار و دویست و سیزدهمین سال هجری خورشیدی است.

## رویدادها
- آغاز پادشاهی محمدشاه.

## درگذشتگان
- ۱ آبان - فتحعلی‌شاه قاجار : دومین پادشاه سلسله قاجاریه در ایران.
- ۳ آبان - عباس میرزا، (زاده: ۱۱۶۸)، شاهزاده قاجار و ولیعهد فتحعلی‌شاه قاجار.